# Le Chardonneret (roman)
Pour les articles homonymes, voir Chardonneret.
Le Chardonneret (titre original : The Goldfinch) est le troisième roman de Donna Tartt, romancière américaine. Il a reçu le prix Pulitzer de la fiction 2014 et a été nommé aux Globes de Cristal du meilleur roman ou essai en 2015. 
Le Chardonneret est un récit à la première personne. Theo Decker, jeune New-Yorkais de treize ans au début du roman, voit sa vie basculer le jour où un attentat détruit une partie du Metropolitan Museum of Art. Sa mère est tuée dans l'explosion alors que lui-même s'en sort indemne. Tandis qu'il reprend conscience dans les décombres, un vieil antiquaire, mourant, le supplie de sauver une peinture des flammes : Le Chardonneret de Carel Fabritius. 

## Résumé
Le Chardonneret est un récit rétrospectif à la première personne conté par Theodore « Theo » Decker. À treize ans, la vie de Theo bascule le jour où il visite avec sa mère une exposition de Maîtres hollandais au Metropolitan Museum of Art de New York. L'une des œuvres présentées est une des préférées de sa mère, Le Chardonneret de Carel Fabritius. Une petite fille rousse accompagnée d'un vieil homme intrigue le jeune héros. Une bombe explose dans le musée, tuant sa mère et plusieurs visiteurs. 
Dans la panique, Theo croise le vieil homme qui lui donne une bague et lui transmet un message énigmatique avant de mourir. Persuadé qu'il lui a aussi montré la peinture du Chardonneret, Theo emporte l'œuvre avec lui dans sa fuite. Il emménage alors dans l'appartement sur Park Avenue de la riche famille de son ami d'école, Andy Barbour. Il réalise les dernières volontés du vieil homme en rendant la bague à son associé, James « Hobie » Hobart. Le vieil homme, Welton « Welty » Blackwell, tenait un magasin d'antiquité avec lui. Theo se lie d'amitié avec Hobie et rencontre la fillette du musée aux cheveux roux, Pippa, qui vivait avec Welty et Hobie depuis la mort de sa mère (la demi-sœur de Welty) d'un cancer.
La vie de Theo est bouleversée lorsque son père, séparée de sa mère depuis une année, arrive avec sa nouvelle petite amie et l'emmène à Las Vegas. Theo parvient à emporter incognito le tableau avec lui. À Las Vegas, il se fait un nouvel ami, Boris, le fils cosmopolite d'un émigré ukrainien. Les deux garçons, ayant tous deux des parents absents, passent la plupart de leurs après-midi à boire, à fumer du cannabis et à prendre d'autres drogues illégales. Traqué par un usurier, le père de Theo s'enivre et meurt dans un accident de voiture. Theo décide alors de retourner à New York et monte dans un bus pour traverser le pays. N'ayant nulle part où aller, il se rend chez Hobie, qui le recueille. Il y retrouve Pippa, maintenant inscrite dans une école pour adolescents en difficulté en Suisse, en visite pour les vacances.

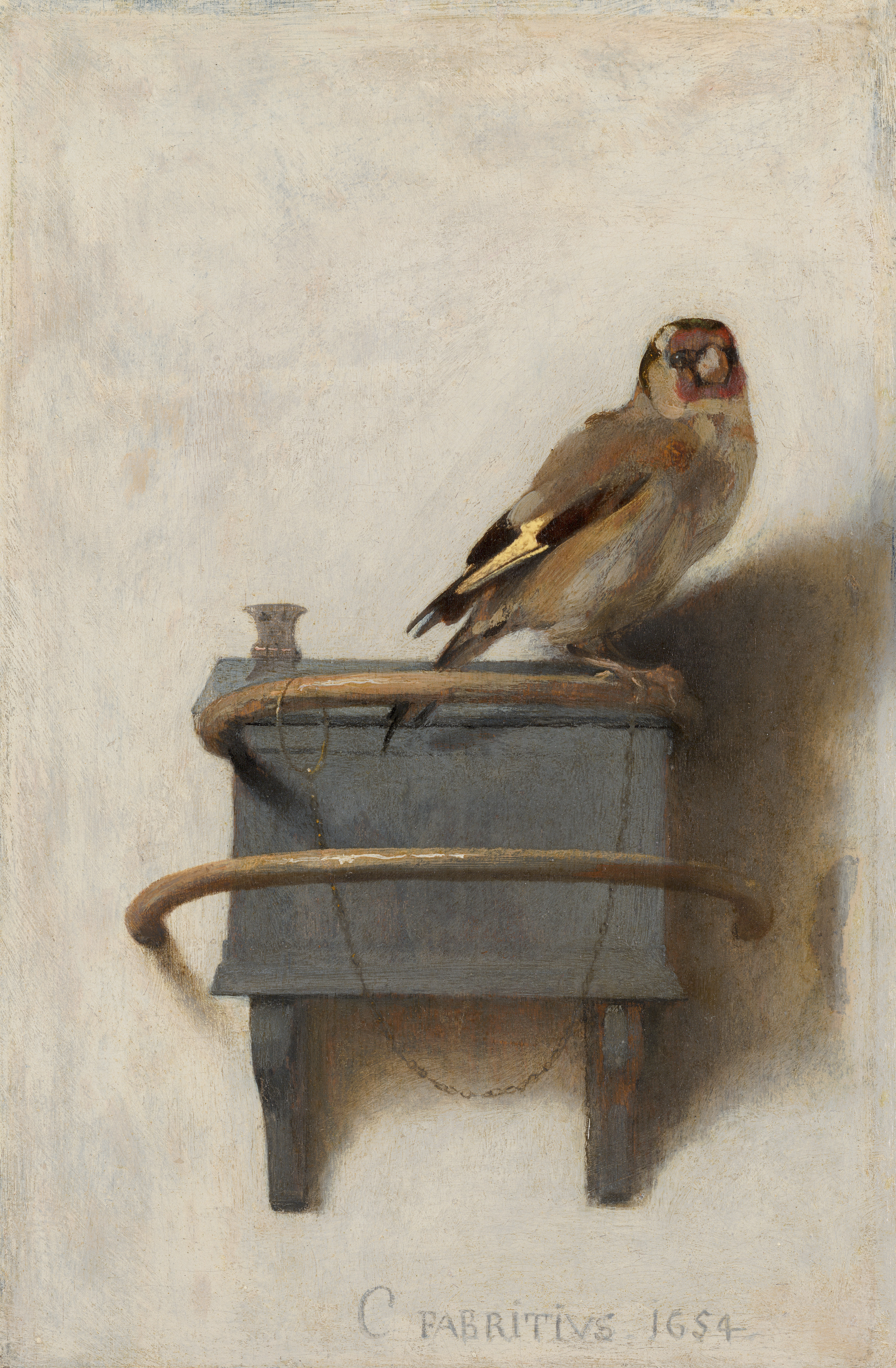
Le Chardonneret (1654), Carel Fabritius

Le récit reprend huit ans plus tard. Theo est devenu partenaire à part entière dans l'affaire d'antiquités de Hobie. Craignant d'être accusé de vol, il cache toujours Le Chardonneret. Fiancé à une amie d'enfance, Theo demeure obsédé par Pippa qui vit à Londres avec son petit ami. Au fil des années, il est devenu accro aux médicaments sur ordonnance et il a sauvé Hobie de la faillite en vendant des antiquités contrefaites à son insu. Boris réapparaît, ayant fait fortune grâce à des activités douteuses. À la surprise de Theo, Boris avoue lui avoir volé son tableau quand ils étaient au lycée : Le Chardonneret sert depuis de garantie à des criminels et des dealers de drogue. Boris se sent coupable et se consacre à retrouver le tableau pour le rendre à Theo. Lors des fiançailles de Theo, Boris arrive avec un plan pour le récupérer. Ils s'envolent pour Amsterdam à la rencontre des dealers en possession de la peinture. Boris et ses associés volent le tableau mais le plan tourne mal quand des hommes de mains armés tirent sur Boris. Theo les abat tandis que les dealers s'échappent avec la peinture. Boris disparaît, abandonnant Theo dans une chambre d'hôtel sans son passeport, où il se met à boire et à se droguer. Après plusieurs jours, Boris revient. Il a dénoncé les dealers à la police, la peinture a été rendue au musée et il a reçu une importante récompense qu'il partage avec Theo. 
De retour aux États-Unis, Theo parcourt le pays, utilisant le montant de sa part de la récompense pour racheter les fausses antiquités à ses clients. Il réalise que Pippa est amoureuse de lui mais qu'elle refuse cet amour car elle partage avec Theo les mêmes blessures après avoir survécu aux traumatismes de l'explosion du musée et qu'ils sont tous deux dépendants de médicaments pour soulager leurs problèmes psychologiques. Theo se demande si ce qu'il a traversé était le fruit de son caractère ou de sa destinée ; il songe au Chardonneret et à « l'histoire de ceux qui ont aimé de belles choses, les ont protégées et sorties du feu ». Le roman se termine sur l'idée que Theo a encore un chemin difficile à suivre mais qu'il a aussi atteint une immortalité rédemptrice à travers l'admiration de la beauté.

## Réception
Lors de la publication du roman en 2013, les revues littéraires Kirkus Reviews et Booklist (American Library Association) lui font un accueil très positif. Stephen King fait l'éloge du roman et dit de Tartt qu'elle est « une extraordinairement bonne écrivaine ». Dans le New York Times, Michiko Kakutani voit du Dickens dans ce roman. Woody Brown, dans Art Voice, décrit le Chardonneret comme un « merveilleux conte épique ». Cependant, en 2014, The New Yorker et le London Review of Books trouvent que le livre est juvénile. The Sunday Times le voit comme un échec alors que The Paris Review écrit « Un livre comme Le Chardonneret ne défait pas les clichés - il traite avec eux ».
La version française rencontre un accueil plus chaleureux. Pour Le Monde, c'est un roman « de haute volée », pour Télérama, il est « magistral ». L'hebdomadaire belge HUMO le considère comme le livre de l'année et Le Point écrit : « Le Chardonneret laisse le lecteur essoufflé, ébloui et encore une fois conquis par le talent hors du commun de Donna Tartt ». 
Le roman restera plus de 30 semaines sur la New York Times bestseller list et sur celle du Sunday Times. Il atteindra la première place des ventes en France en Janvier 2014 et en Finlande en juin 2014. Il sera second sur la liste des meilleures ventes du Der Spiegel en Allemagne et dixième en Italie.

## Prix et récompenses
Le Chardonneret reçoit le prix Pulitzer de la fiction 2014. Il est présélectionné pour le National Book Critics Circle Award et le Baileys Women's Prize for Fiction et reçoit la Médaille Andrew Carnegie de l'Excellence en fiction 2014. Le New York Times Book Review le considère comme l'un des dix meilleurs livres de 2013.

## Adaptation cinématographique
John Crowley a réalisé une adaptation cinématographique sortie en 2019 pour Warner Bros. et Amazon Studios. Ansel Elgort et Oakes Fegley partagent le rôle principal de Theo, et Aneurin Barnard et Finn Wolfhard partagent le rôle de Boris.